# Claudia Schiffer
Claudia Maria Schiffer (pronuncia tedesca [ˈklaʊ̯di̯a ˈʃɪfɐ]), accreditata anche come Claudia Vaughn, (Rheinberg, 25 agosto 1970) è una supermodella, attrice e produttrice cinematografica tedesca che ha raggiunto l'apice della propria popolarità nel corso degli anni novanta.
Con oltre 1000 copertine internazionali dedicate a lei e un patrimonio al 2018 di 70 milioni di dollari, è considerata una delle modelle di maggior successo di sempre.

## Biografia

### Origini
Claudia Schiffer nasce il 25 agosto 1970 a Rheinberg, una piccola cittadina dell'allora Germania Ovest, figlia di Gudrun e Heinz Schiffer, un avvocato; ha due fratelli, Stefan e Andreas, ed una sorella, Ann Carolin. Ha rivelato che, durante l'adolescenza, il fatto di essere molto più alta della maggior parte delle sue coetanee la rendeva molto timida. Inizialmente il suo sogno era di diventare un avvocato, seguendo le orme del padre, ma abbandonò questa aspirazione quando, nell'ottobre 1987, fu notata a Düsseldorf da Michael Levaton, capo di un'importante agenzia di moda, che la convinse a lavorare come modella.

### Carriera

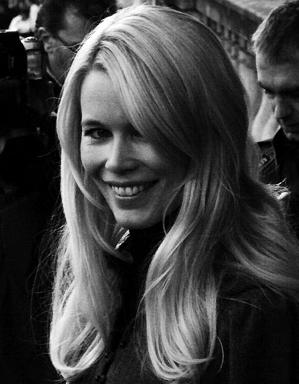
Claudia Schiffer a Londra nel 2007

Dopo aver completato i propri studi, Claudia Schiffer comincia a lavorare nel campo della moda, e dopo aver realizzato un servizio fotografico a Parigi, compare sulla copertina di Elle, a cui seguono in rapida successione numerosi altri servizi e copertine. Ben presto Claudia viene scelta come testimonial di Chanel, che le fa guadagnare lo status di supermodel. Nei primi anni novanta è la protagonista della campagna pubblicitaria dei jeans Guess?, che le dona ulteriore popolarità. Nel programma televisivo di Canale 5 del 1991 Sorrisi 40 anni vissuti insieme Valentino la presenta per la prima volta al pubblico italiano.
A questo punto della sua carriera Claudia entra a far parte della prestigiosa agenzia Metropolitan e diventa la testimonial per l'azienda di cosmetici Revlon. Seguono sfilate per importanti case di moda come Versace, Jil Sander, Dolce & Gabbana, Ralph Lauren e Valentino, e servizi e copertine non solo per riviste di moda come Vanity Fair, Vogue, Harper's Bazaar, Cosmopolitan ma anche per Rolling Stone, The New York Times e People.
Claudia Schiffer continua la propria carriera, diventando testimonial per l'azienda di abbigliamento spagnola Mango e per Accessorize, a cui seguono contratti con L'Oréal ed Ebel. Contemporaneamente appare negli spot pubblicitari sia della Pepsi che della Fanta, in cui danza con il cartone animato Topolino. Nel 1996 viene scelta da Victoria's Secret per indossare il primo Fantasy Bra, chiamato Million Dollar Miracle Bra, un reggiseno realizzato con 100 carati di diamanti e altre pietre preziose per un valore di 1 milione di dollari.
Nel 1998 firma un contratto di tre milioni di dollari con la Citroën, per diverse pubblicità della Casa, in una di queste compie uno striptease integrale prima di guidare la Xsara Coupé. È poi comparsa nella campagna pubblicitaria del vino Dom Pérignon, è stata testimonial del nuovo profumo della stilista Alberta Ferretti e anche, insieme a Naomi Campbell ed Eva Herzigová, di Anthology Fragrance, prima collezione di profumi di Dolce & Gabbana. La sua collaborazione più lunga e proficua è però quella con Karl Lagerfeld. In un'intervista del 2007 Claudia Schiffer ha dichiarato di ritenere che non esistessero più le supermodel intese come lo erano durante il suo periodo d'oro e ha riconosciuto come unica possibile supermodella attuale Gisele Bündchen.
Il 6 ottobre 2009, all'età di trentanove anni, Claudia Schiffer ha annunciato ufficialmente il suo ritiro dalle passerelle. Il 22 febbraio 2010, alle soglie dei quarant'anni (che ha compiuto il successivo 25 agosto), è stata insignita del titolo di "Modella dell'anno" agli Elle Style Awards di Londra. In occasione del suo quarantesimo compleanno, la rivista Zeit Magazin le ha dedicato un servizio fotografico con 40 copertine, e nel 2012 è tornata a posare per Guess?, in occasione dei trent'anni dell'azienda. L'anno successivo è testimonial insieme a Naomi Campbell della borsa in edizione limitata di Tommy Hilfiger, campagna di beneficenza a sostegno del Breast Health International. I proventi infatti vengono devoluti alla fondazione non-profit che opera a favore della ricerca contro il cancro al seno. Nel 2014 viene scelta come ambasciatrice europea dalla casa automobilistica Opel ed è protagonista della campagna autunno/inverno di Dolce & Gabbana, accanto a Bianca Balti. Il 22 settembre 2017 è tornata eccezionalmente in passerella alla settimana della moda di Milano per rendere omaggio a Gianni Versace nel ventennale della sua scomparsa, insieme alle colleghe Carla Bruni, Naomi Campbell, Cindy Crawford e Helena Christensen. Sempre durante la settimana della moda celebra i trenta anni di carriera con un libro fotografico, edito da Rizzoli USA.

### Altre attività

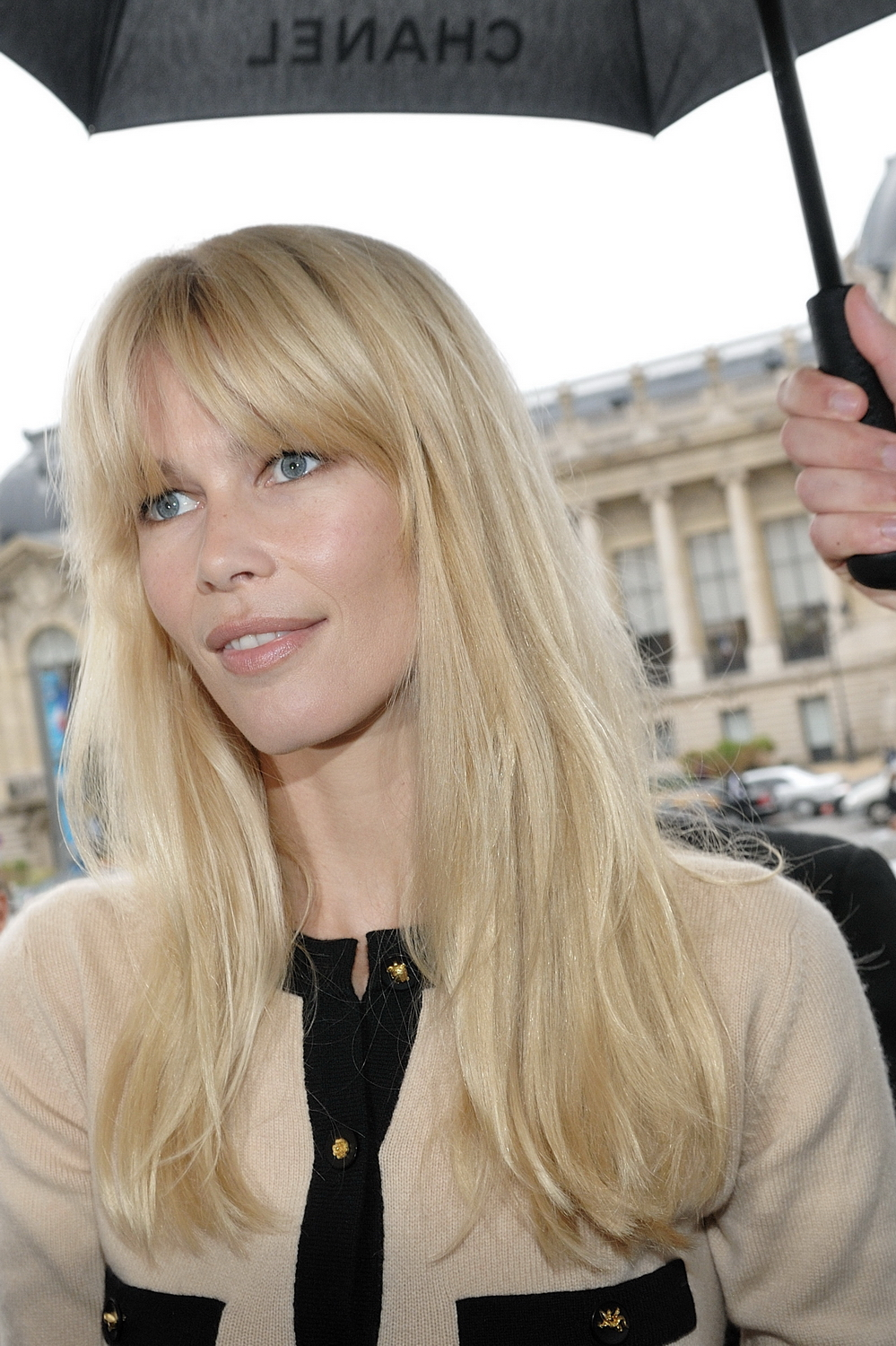
Claudia Schiffer a Parigi nel 2009

Oltre alla sua principale attività di modella, Claudia Schiffer è apparsa anche in numerosi film e video musicali. La sua prima apparizione è stata nel film Richie Rich - Il più ricco del mondo, dove interpreta se stessa, a cui segue Blackout al fianco di Dennis Hopper e Matthew Modine. Nel 1999 compare in ben tre film: Black and White, Friends & Lovers e Desperate But Not Serious. Nel 2003 compare anche in Love Actually - L'amore davvero, in un ruolo semi-cameo. Claudia ha anche collezionato numerose apparizioni, spesso nel ruolo di se stessa, come nel film Zoolander con Ben Stiller. In televisione ha partecipato a innumerevoli trasmissioni, talk-show e serie televisive come Dharma & Greg ed Arrested Development: in Italia, tra l'altro, è stata ospite del varietà Scommettiamo che...? nel 1994 e ha partecipato al Galà della pubblicità nel 1998. Ha inoltre partecipato al video musicale Uptown Girl dei Westlife e Say It Isn't So dei Bon Jovi.
Ha inoltre pubblicato quattro corsi di ginnastica aerobica in videocassetta intitolati Claudia Schiffer's Perfectly Fit, ed è stata la presentatrice dei French Fashion Awards e del World Music Awards tenutosi a Monaco. Con le colleghe Christy Turlington, Naomi Campbell, e Elle Macpherson, la modella ha aperto una catena di ristoranti, chiamati Fashion Café, e inaugurati nel 1995.
Claudia svolge anche il ruolo di ambasciatrice per l'UNICEF.
Durante la settimana della moda di Parigi del 2011 ha anche lanciato una linea di capi in cashmere, chiamata Claudia Schiffer Cashmere e realizzata in collaborazione con la stilista Iris Von Arnim. La collezione, venduta in tutto il mondo, vede l'ex modella tedesca in veste di direttrice creativa del marchio, e a questa collezione si è aggiunta anche una linea di occhiali da sole prodotta in collaborazione con l'azienda tedesca Rodenstock. In seguito, ha creato una nuova linea di maglieria chiamata Claudia Schiffer Knitwear e, in collaborazione con l'azienda tedesca Artdeco, una linea di cosmetici denominata Claudia Schiffer Makeup.
Nel 2013 ha preso parte al programma Fashion Hero, versione tedesca di Fashion Star trasmessa dal canale Pro7. In seguito ha collaborato come produttrice esecutiva alla realizzazione dei film del marito Matthew Vaughn Kingsman - Secret Service e Kingsman - Il cerchio d'oro, in cui è accreditata come Claudia Vaughn.

## Vita privata

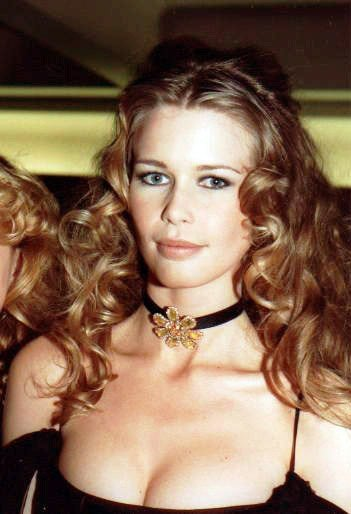
Claudia Schiffer ai Premi César 1993

Nel 1993 la Schiffer ha incontrato per la prima volta l'illusionista David Copperfield, al secolo David Kotkin, a un galà di Berlino riservato alle celebrità; nel gennaio 1994 essi hanno ufficializzato il loro fidanzamento, durato quasi sei anni, fino al settembre 1999. In questo periodo la Schiffer ha più volte partecipato agli spettacoli di Copperfield come ospite speciale e assistente, in particolare nell'illusione Flying e in quella della donna tagliata in due. Claudia Schiffer compare anche nel documentario David Copperfield: 15 Years of Magic (12 maggio 1994), svolgendo il ruolo dell'intervistatrice.
Il 25 maggio 2002 ha sposato il produttore cinematografico Matthew Vaughn, con il quale ha avuto tre figli: Caspar Matthew (30 gennaio 2003), Clementine Poppy (11 novembre 2004) e Cosima Violet (14 maggio 2010).

## Filantropia
Claudia Schiffer inizia il suo coinvolgimento con l'UNICEF nel 1997 diventando un membro del Comitato Arte e intrattenimento, per poi diventare, nel 2006 Ambasciatrice di Buona Volontà per l'organizzazione nel Regno Unito. Da allora ha viaggiato in Bangladesh per partecipare alla Giornata Internazionale delle vaccinazioni dell'UNICEF e per tutelare i diritti dei bambini colpiti da HIV ed AIDS. Per sostenere gli sforzi di raccolta fondi ha partecipato ad alcuni video messaggi.

## Nella cultura di massa
Claudia Schiffer appare in un cameo nella storia Disney Paperino e la iella in passerella, pubblicata nel 1996, in cui viene chiamata "Claudia Schizzer".
Nel fumetto Zagor il personaggio di Ellie May, una delle ragazze di Pleasant Point, ha le fattezze della Schiffer.

## Filmografia

### Attrice

#### Cinema
- Richie Rich - Il più ricco del mondo (Richie Rich), regia di Donald Petrie (1994)
- Prêt-à-Porter, regia di Robert Altman (1994)
- Blackout, regia di Abel Ferrara (1997)
- Desperate but Not Serious, regia di Bill Fishman (1999)
- Friends&Lovers, regia di George Has (1999)
- Black&White, regia di James Toback (1999)
- Zoolander, regia di Ben Stiller (2001)
- 666 – Traue keinem, mit dem du schläfst!, regia di Rainer Matsutani (2002)
- Love Actually - L'amore davvero (Love Actually), regia di Richard Curtis (2003)

#### Televisione
- Dharma & Greg – serie TV, episodi 5x16, 5x19 (2002)

#### Video musicali
- Say It Isn't So dei Bon Jovi
- Uptown Girl dei Westlife

### Produttrice
- Kick-Ass 2, regia di Jeff Wadlow (2013)
- Kingsman - Secret Service (Kingsman: The Secret Service), regia di Matthew Vaughn (2014)
- Eddie the Eagle - Il coraggio della follia (Eddie the Eagle), regia di Dexter Fletcher (2016)
- Kingsman - Il cerchio d'oro (Kingsman: The Golden Circle), regia di Matthew Vaughn (2017)
- Rocketman, regia di Dexter Fletcher (2019)
- Silent Night, regia di Camille Griffin (2021)
- The King's Man - Le origini (The King's Man), regia di Matthew Vaughn (2021)
- Tetris, regia di Jon S. Baird (2023)
- Argylle - La super spia (Argylle), regia di Matthew Vaughn (2024)

### Doppiatrice
- Futurama – serie animata, episodio 2x03 (1999)

## Doppiatrici italiane
Nelle versioni in italiano dei suoi film, Claudia Schiffer è stata doppiata da:
- Chiara Colizzi in Blackout
- Rossella Acerbo in Black & White
- Laura Boccanera in Richie Rich - Il più ricco del mondo
- Sabrina Duranti in Love Actually - L'amore davvero
- Claudia Catani in Dharma & Greg

Da doppiatrice è stata sostituita da:
- Claudia Razzi in Futurama

## Agenzie
- d'management group Milan
- Model Management - Amburgo
- Elite Model Management - New York, Parigi
- One Management
- Independent
- Artform - Tel Aviv